# Блэр, Фрэнсис Престон
Фрэнсис Престон Блэр (англ. Francis Preston Blair; 12 апреля 1791, Абингдон, Виргиния — 18 октября 1876, Силвер-Спринг, Мэриленд) — американский журналист и политический деятель, основатель поселения Силвер-Спринг, Мэриленд. В 1850-е годы помог сформировать Республиканскую партию, чтобы отменить рабство.

## Биография
Блэр родился в Абингдоне, Вирджиния, позже переехал в Кентукки. В 1811 году Блэр окончил Трансильванский университет, после окончания которого занялся журналистикой, поступив репортёром в газету Argus Эмоса Кендалла в городе Франкфорт, Кентукки. В 1830 году, будучи верным последователем Эндрю Джексона, Блэр стал главным редактором газеты Globe в Вашингтоне, округ Колумбия, бывшей официальной газеты партии Джексона. Он также членом стал «кухонного кабинета» Джексона и имел большое влияние в качестве советника президента. Во время своей службы в Вашингтоне Блэр купил дом, который позже стал известен как президентский гостевой дом «Блэр-Хаус».
Сам будучи рабовладельцем, Блэр в период Американо-мексиканской войны постепенно стал, однако, склоняться к идее отмены рабства. В 1848 году Блэр поддержал кандидата в президенты от Партии свободной земли Мартина ван Бюрена. В 1852 году Блэр поддерживал Франклина Пирса, но затем решил принять участие в формировании Республиканской партии и в феврале 1856 года председательствовал на её подготовительном съезде, который состоялся в Питтсбурге, Пенсильвания. На съезде Республиканской партии, состоявшемся позже, Блэр решительно поддержал Джона Фримонта, ставшего кандидатом в президенты. На съезде республиканцев 1860 года Блэр сначала поддержал Эдварда Бейтса, однако когда стало очевидно, что Бейтс не будет выдвинут кандидатом, Блэр решил поддержать Авраама Линкольна. В 1861 году президент Линкольн отправил его к Роберту Ли с предложением возглавить добровольческую армию США для войны с Конфедерацией, однако тот отклонил его и примкнул к конфедератам.
В 1862 году Блэр освободил всех своих рабов, оставив себе только одного из них в качестве слуги.
Когда 1864 году Линкольна переизбрали на пост президента США, Блэр, учитывая его хорошие и близкие в прошлом отношения со многими лидерами Конфедерации, был направлен им в Ричмонд к президенту Конфедерации Джефферсону Дэвису, дабы попробовать его убедить направить своих представителей на переговоры с представителями Севера. Состоявшиеся 3 февраля 1865 года в Хэмптон-Роудсе переговоры стали результатом этой поездки. После окончания Гражданской войны в США Блэр стал противником политики Реконструкции президента Эндрю Джонсона, следовательно, в конечном счёте присоединившись к Демократической партии. 18 октября 1876 года Блэр умер в Силверг-Спринге, Мэриленд.

## Семья
Жена: Элиза Вайолет Гист (англ. Eliza Violet Gist)
Дети:
- Фрэнсис Престон Блэр-младший (1821—1875) — американский военный деятель, генерал армии Союза в годы Гражданской войны в США.
- Монтгомери Блэр[англ.] (1813 – 1883) — политик, адвокат.
- Джеймс Блэр
- Элизабет Блэр Ли

## Интересные факты
Был владельцем Блэр-Хауса в Вашингтоне, в котором в 1949 временно проживал президент Трумэн.